# Cáceres, Mato Grosso
Cáceres este un oraș în Mato Grosso (MT), Brazilia.